# Hemitheinopsis pteroglauca
Hemitheinopsis pteroglauca är en fjärilsart som beskrevs av Dyar 1912. Hemitheinopsis pteroglauca ingår i släktet Hemitheinopsis och familjen mätare. Inga underarter finns listade i Catalogue of Life.